# Лесной (Новгородская область)
Лесной — посёлок в Хвойнинском муниципальном округе Новгородской области.

## География
Находится в северо-восточной части Новгородской области на расстоянии приблизительно 17 км на запад-северо-запад по прямой от районного центра Хвойная. В поселке находится железнодорожная станция Ракитино.

## История
Прокладка железной дороги Петроград — Мга — река Волхов — Рыбинск закончилась к 1919 году. Станция Ракитино официально открыта в 1951 году. До 2020 года поселок входил в Песское сельское поселение.

## Население
Численность населения: 196 человек (русские 98 %) в 2002 году, 121 в 2010.